# سلاوا مترولی
اسلاوا کالیستراتس دزه مترولی (به گرجی: სლავა კალისტრატეს ძე მეტრეველი)(۳۰ می ۱۹۳۶–۷ ژانویه ۱۹۹۸) یک بازیکن فوتبال اهل شوروی و گرجستان بود.

مترولی در دوران حرفه ای خود بیشتر برای تیمهای تورپدو مسکو (۱۹۵۶–۱۹۶۲) و دینامو تفلیس (۱۹۶۳–۱۹۷۱) بازی کرد.

## افتخارات
- قهرمان لیگ برتر اتحاد جماهیر شوروی: ۱۹۶۰، ۱۹۶۴
- برنده جام اتحاد جماهیر شوروی: ۱۹۶۰.
- نشان افتخار جمهوری ارمنستان

## بازی‌های ملی
مترولی در بازی‌های ملی برای تیم ملی اتحاد جماهیر شوروی بازی کرد و در ۴۸ مسابقه ۱۱ گل ملی زد. او در مسابقات جام جهانی ۱۹۶۲، جام جهانی ۱۹۶۶، جام جهانی فیفا ۱۹۷۰ و جام ملت‌های اروپا در سال ۱۹۶۰، که اتحاد جماهیر شوروی در آن به عنوان قهرمانی رسید، شرکت داشت.